# Нармаев, Морхаджи Бамбаевич
Морхаджи Бамбаевич Нармаев (23 января (5 февраля) 1915, с. Манджикины Ики-Бурульского района Республика Калмыкия — 12 мая 1993, г. Элиста, Республика Калмыкия) — калмыцкий советский писатель, поэт, драматург, учёный, доктор сельскохозяйственных наук (1966).

## Биография
В 1941 окончил Пятигорский зоотехнический институт.
Участник Великой Отечественной войны. В составе курсантского подразделения в декабре 1941 года направлен под Москву. Вскоре назначен командиром взвода станковых пулеметов. Несколько раз ранен, в том числе тяжело. После госпиталя — командир роты направлен на Северо-Западный фронт участник битвы за Ржев. Член КПСС с 1942.
Затем — батальонный комиссар, участник Сталинградской битвы. С боями освобождал Белгород, Харьков. 29 сентября 1943 года комиссар гвардейского стрелкового полка гвардии капитан Нармаев во главе 80-ти бойцов на двух лодках под шквальным огнём противника форсировал Днепр, удерживал плацдарм и обеспечил переправу на правый берег всей дивизии.
После войны занимался научной работой. 
После демобилизации в декабре 1945 г. гвардии капитан преподает в Военно-пехотном училище, а затем десять лет работает в газете «Советская Киргизия». В том же году начинает свою научную деятельность в Киргизском НИИ животноводства. Работал зам министра сельского хозяйства Киргизии.
Доктор сельскохозяйственных наук с 1966 года. Работал директором Калмыцкого научного исследовательского Института мясного скотоводства Калмыцкой АССР. Автор многих научных статей, книг и заметок.
Награждён 3 орденами (в том числе орденом Красного Знамени), а также медалями.

## Творчество
Печатался с 1934 года.
Автор лирических произведений, стихов и прозы, посвященных событиям войны, жизни колхозного села, герою-современнику. Произведения Нармаева переведены на многие языки народов СССР и иностранные языки.

## Избранная библиография
Сборники поэзии
- «Стихи» (1938)
- «Помню. Стихи и поэмы» (1965),
- «Сын народа» (1973),
- «Полярная звезда» (поэма, 1960),
- «Мелодия степей и гор» (Стихи и поэмы, 1968)
- «Рядовые армии великой» (поэма)
- «Вечное стремление» (1981)

Проза
- «Фронтовая тетрадь», (1970),
- повести
  - «Санджи» (1941),
  - «Молм» (1960),
  - «Боова» (1961),
  - «Рядовой человек» (Повесть и рассказы, 1962),
  - «Счастье само не даётся» (1964),
  - «Наран — золотое сердце» (1968, рус. пер. 1968),
  - «Черноголовый журавль» (1972)
  - «Записки молодого бойца» (1976);
- романы
  - «Товарищ» (1960)
  - «Маныч-река» (1963, рус. пер. 1968);
- Пьесы
  - «Цветок жизни» (1963).
- Научные работы
  - Калмыцкий скот [Текст] / М. Б. Нармаев, д-р с.-х. наук ; [Предисл. проф. лауреата Гос. премии д-ра с.-х. наук А. С. Всяких]. - 2-е изд., перераб. и доп. - Элиста : Калмиздат, 1969. - 238 с. : ил.; 21 см.